# 5 км (зупинний пункт, Південна залізниця)
5 кіломе́тр — пасажирський залізничний зупинний пункт Куп'янської дирекції Південної залізниці.

## Загальний опис
Розташований на півдні смт Безлюдівка, Харківський район Харківської області на лінії Безлюдівка — Зелений Колодязь між станціями Основа (12 км) та Тернове (5 км).
Станом на 2025 рік пасажирське сполучення там інтенсивне.